# Lodovico Guicciardini
Lodovico Guicciardini, ndl. Lowijs Guicciardyn, dt. Ludwig Guicciardin (* 19. August 1521 in Florenz, Republik Florenz; † 22. März 1589 in Antwerpen, Spanische Niederlande), war ein italienischer Kaufmann, Kartograph, Humanist, Geograph, Politiker und Schriftsteller. Er war ein Neffe Francesco Guicciardinis und besaß die gleiche Neigung zur Geschichtsdarstellung. Berühmt wurde er für seine historischen Stadtansichten und -beschreibungen. In der Liebfrauenkathedrale von Antwerpen liegt er begraben.

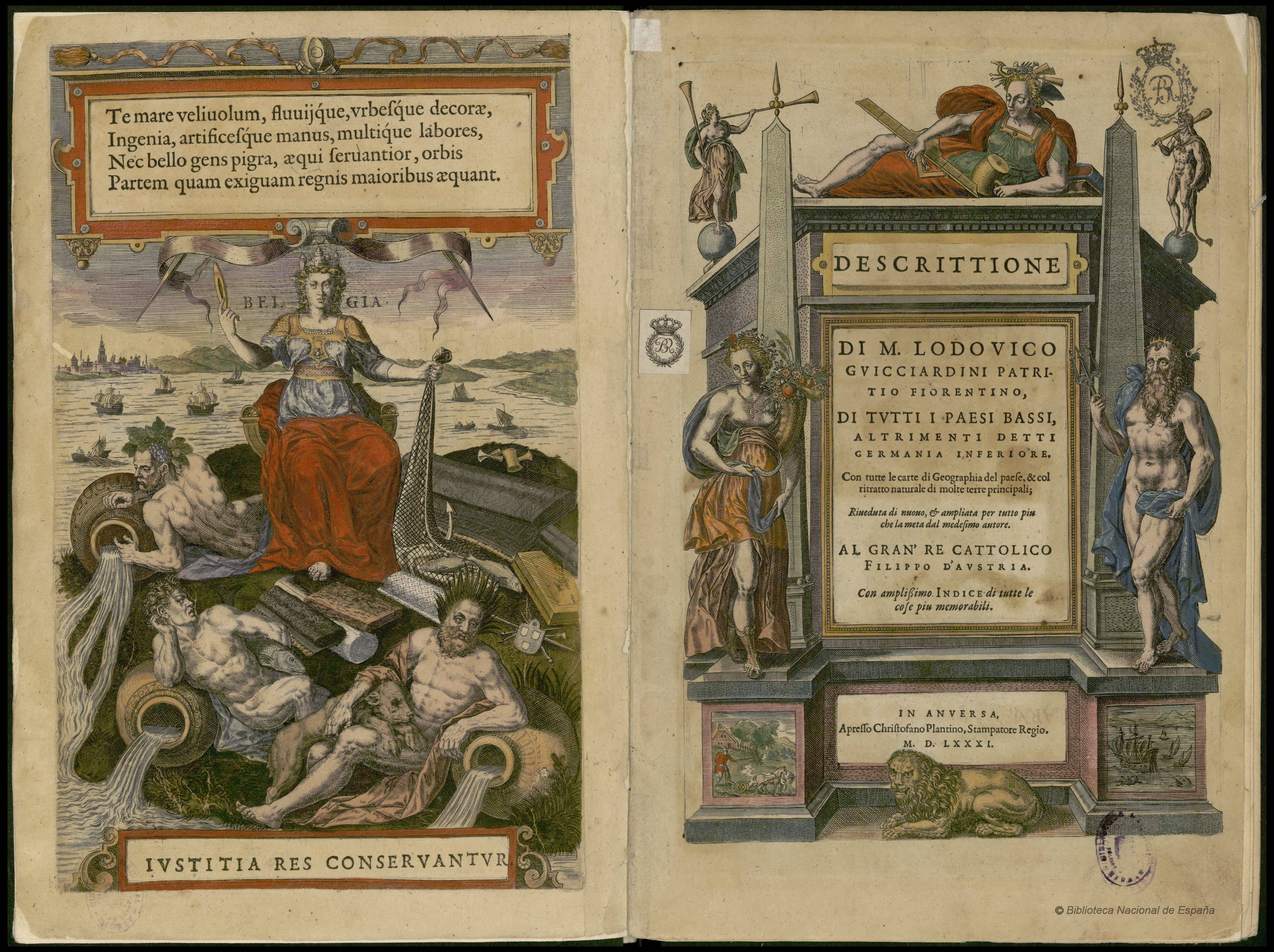
Frontispiece to BESCHREIBUNG DER GANZEN NIEDERLANDE, 1581

## Leben
Lodovico Guicciardini entstammte einer alten Adelsfamilie aus Florenz. Viele ihrer Mitglieder bekleideten mehrfach hohe Ämter im Staatsdienst, darunter auch sein Onkel Francesco Guicciardini. Aus seiner Jugend ist nichts bekannt. Mit 18 Jahren verließ er Italien, reiste durch große Teile Westeuropas (Frankreich, Deutschland) und 1541 über Lyon nach Antwerpen, wo er sich im August 1542 niederließ. Er eröffnete ein Geschäft, das bald bankrottging, und arbeitete danach Verschiedenes auf eigene Rechnung. Zu Beginn der „Niederländischen Erhebung“ gegen die Spanier wurde er in der Festung Vilvoorde auf Befehl Herzogs von Alba (1507–1582) fast eineinhalb Jahre gefangen gehalten (1569–1570) – wegen Äußerungen unklaren Inhalts zur Lage im Land.
In Antwerpen, wo er fast fünfzig Jahre lebte, schuf er seine berühmten Werke. Eins seiner ersten war eine zeitgenössische – damals aktuelle – Geschichte der Niederlande (Commentarii delle cose più memorabili...). Erste Berühmtheit erlangte er durch sein Meisterwerk, einer Beschreibung von Antwerpen: De idyllische Nederlanden: Antwerpen en de Nederlanden in de 16e eeuw – Die idyllischen Niederlande: Antwerpen und die Niederlande im 16. Jahrhundert (1567). Seine Bücher waren stets mit aufwendigen Karten, auch perspektivischen, und Zeichnungen versehen. Als bekanntestes und wichtigstes seiner Werke, eine bebilderte Geschichtsabhandlung der Niederlande, gilt die:
DESCRITTIONE DI M.LODOVICO GVICCIARDINI Patritio Fiorentino; DI TVTTI I PAESI BASSI, altrimenti detti GERMANIA INFERIORE. Con tutte le carte di Geographia del paese, & col ritratto naturale di molte terre principali; Riueduta di nuovo, & ampliata per tutto piu che la meta dal medesimo autore. AL GRAN’ RE CATTOLICO FILIPPO D’AVSTRIA. Con amplissimo INDICE di tutte le cose piu memorabili. IN ANVERSA. Apresso Christofano Plantino, Stampatore Regio. M.D.LXXXI.
in Deutsch:
BESCHREIBUNG VON HERRN (M.=MESSIRE) LODOVICO GUICCIARDINI Patrizier aus Florenz; DER GANZEN NIEDERLANDE, sonst auch GERMANIA INFERIORE (NIEDERDEUTSCHLAND). Mit allen geographischen Karten des Landes, & mit natürlichem Bildnis vieler Hauptländer; neu herausgegeben, & im ganzen erweitert zu mehr als der Hälfte durch denselben Autor. DEM GROSSEN KATHOLISCHEN KÖNIG PHILIPP [II.] D’AVSTRIA. Mit umfangreichem INDEX aller sehr denkwürdigen Angelegenheiten. IN ANTWERPEN. Bei Christofano Plantino, königl. Drucker. M.D.LXXXI. (1581).
Dieses Werk gilt als stark beeinflussender Beitrag der Geschichte und der Kunst der damaligen Niederlande. Auf seinen Reisen gelangte er auch in diverse Städte der weiteren Umgebung und fertigte dort Stadtansichten und Karten an (Aachen 1572).
Lodovico Guicciardini war Zeitgenosse von Gerhard Mercator, dem berühmtesten Kartograph seiner Zeit, und Peter Breughel dem Älteren.

## Werke
- Commentarii delle cose più memorabili seguite in Europa, specialmente in questi Paesi Bassi, della pace di Cambrai, del MDXXIX, infino a tutto l'anno MDLX – Kommentare zu den sehr denkwürdigen, in Europa stattfindenden Angelegenheiten, speziell in den Niederlanden, zum Frieden von Cambrai, im Jahre MDXXIX (1529), bis einschließlich ins Jahr MDLX (1560). Domenico Farri, Venedig 1566 (ital. Ausg.)
- Die groswichtigisten und manhaftigisten Hendel, oder Geschichte, so sich in Europa und namlich in Niderlant vom neun und zwentzigisten (der mindern zal) an bis auffs sechtzigiste verflossen iar durch aus zugetragen haben. Antwerpen 1566. (dt. Ausg.)
- Commentariorum de rebus memorabilibus, quae in Europa, maxime vero in Belgio, ab undetricesimo usque in annum MDLX evenerint. Libri tres. Antverpiae 1566; in: S. Feyerabend, ed., Annales ... 2 tom. Francofurti ad Moenum 1580, II, 97–178. (lat. Ausg.)
- De idyllische Nederlanden: Antwerpen en de Nederlanden in de 16e eeuw Antwerpen 1567 (ndl. Erstausgabe) und M. Jacqmain, Antwerpen und Amsterdam 1987
- Descrittione di Lodovico Guicciardini patritio fiorentino di tutti i Paesi Bassi, altrimenti detti Germania inferiore. Willem Silvius, Antwerpen 1567 (it. Erstausgabe)
- Description de tout le-pais-bas autreamont dict la Germanie infeverievre, ou Basse-Allemaigne. Guillaume Silvius, Anvers 1567 (frz. Erstausgabe)

damalige deutsche Titel:
- Niderlands Beschreibung Jn welcher allerdarinn begriffnen Landtschafften/ F[ue]rstenthumben/ Graueschafften/ Herrschafften/ Bisthumben/ Abteyen/ Stetten/ Schl[oe]ssern/ Vestungen/ || Flecken vnd nãmhafftigsten Oertern/ Vrsprung vnd Auffgang/ eigentlich erkl[ae]rt wirt: ... Erstlich || Durch ... Ludwig Guicciardin von Florentz/ || ... biß auff das M.D.LXVI Jar/ zusamen getragen ... auß dem Jtaliänischen Original ... verteutschet/ Durch Danielen Federman von Memmingen. Basel: Sebastian Henricpetri 1580 (Digitalisat der ETH-Bibliothek Zürich; Digitalisat der Bayerischen Staatsbibliothek; Digitalisat der Universitätsbibliothek Wien (eBooks on Demand); Digitalisat von Google Books).
- Beschreibung deß Niderlands ursprung, auffnemen und herkommens / durch Ludwig Guicciardin. – Frankfurt a. M.: Sigmund Feyerabend, 1582 (Frankfurt a. M.: Peter Schmidt). Zusatz: „Gedruckt zu Franckfurt am Mayn durch Peter Schmidt, in Verlegung Sigmund Feyerabends 1582“

- Descrittione di M. Lodovico Guicciardini, ... di tutti i Paesi Bassi, altrimenti detti Germania Inferiore ... Riueduta di nuouo, & ampliata per tutto la terza volta del medesimo autore ... Antwerpen, 1588 (Digitalisat)